# Kurpfälzischer Administrationsstreit
Der Kurpfälzische Administrationsstreit war eine Auseinandersetzung um die Macht zwischen der lutherischen und der reformierten Partei in der Kurpfalz in den Jahren 1592–1594.

## Die Ausgangslage

### Vormundschaft Johann Kasimirs
Pfalzgraf Johann Kasimir wurde Regent der Kurpfalz für den noch minderjährigen Sohn seines Bruders Friedrich IV., als dessen Vater, Kurfürst Ludwig VI. 1583 starb. Pfalzgraf Johann Kasimir war dezidiert reformiert und zwang den – ursprünglich lutherisch erzogenen – Kurfürsten ebenfalls in diese Konfession. Johann Kasimir starb 1592, wenige Wochen vor dem 18. Geburtstag seines Mündels.

### Die reformierte Partei
Die Regierung des Kurfürsten Friedrich IV. wurde weit über das Ende seiner Volljährigkeit hinaus von streng reformierten Hofräten gesteuert und bestimmt, die in enger Verbindung zu den im Wetterauischen Reichsgrafenkollegium organisierten, vorwiegend ebenfalls calvinistischen Adelsfamilien standen. 

### Der lutherische Herzog Reichard von Simmern
Zur Vormundschaft berufen war nach dem Tode Johann Kasimirs der nächste Agnat des Mündels, der lutherische Pfalzgraf Reichard von Pfalz-Simmern. Aufgrund der Nachricht des Todes von Johann Kasimir eilte er sofort aus seiner Residenz Simmern nach Heidelberg, wo es zu einer ersten, heftigen Auseinandersetzung zwischen ihm und seinen Räten und denen des Kurfürsten kam.

### Die Rechtslage
Die Rechtslage war zunächst eindeutig: Der Kurfürst war noch nicht volljährig. Dies überbrückten die Heidelberger Räte mit dem schwachen Argument, dass der Kurfürst ja in wenigen Wochen seinen 18. Geburtstag habe und in den paar Wochen auch nicht mehr viel klüger werden würde. Faktisch verweigerten sie Herzog Reichard den Zugang zu den Schaltstellen der Macht und betrieben forciert die Huldigung der Untertanen zugunsten des Kurfürsten.
Nach dieser ersten Phase wurde die Rechtslage verzwickter:
- Aufgrund der Goldenen Bulle trat die Volljährigkeit für Kurfürsten mit dem 18. Lebensjahr ein;
- Aufgrund zweier Urkunden des Kaisers Sigismund aus den Jahren 1414 und 1434 bestand aber die Möglichkeit die Vormundschaft in der Kurpfalz bis zum 25. Lebensjahr auszudehnen

Rechtlicher Hintergrund dieser unterschiedlichen Volljährigkeitstermine ist, dass im Laufe der Rezeption des römischen Rechts in Deutschland im Gemeinen Recht eine Verschiebung des Volljährigkeitsalters vom 18. auf das 25. Lebensjahr stattfand. Es stellte sich jetzt die Frage, welches Recht auf den konkreten Fall anzuwenden war und ob es nur für die Kurlande oder für den gesamten kurpfälzischen Besitz galt. Darüber entbrannte ein heftiger Streit zwischen den Parteien.

## Verlauf
Zentraler Punkt war die Konfessionsfrage: Rückkehr und Ausdehnung des Luthertums auf die Kurpfalz oder Erhalt des konfessionellen status quo? Dies war von hoher Bedeutung, da der Konfession des Landesherren aufgrund der Regel „cuius regio, eius religio“ alle Untertanen zu folgen hatten.

### Externe Einflüsse
- Der Kaiser verhielt sich auffallend neutral: Er gratulierte Kurfürst Friedrich IV. zwar sofort zum Regierungsantritt, verzögerte aber die Verleihung der Reichslehen an Friedrich – sie fand erst zweieinhalb Jahre nach dessen Regierungsantritt und nach dem Ende des Administrationsstreites statt.
- Die übrigen Kurfürsten hatten keine einheitliche Meinung. Sie bildeten zwar auf Veranlassung des Kaisers einen Ausschuss, der sich der Sache annehmen sollte, der aber kam, auch weil die Zuarbeit seitens der anderen Beteiligten verweigert wurde, nicht so recht in Gang, produzierte jedenfalls kein Ergebnis.
- Nicht anders verhielt es sich mit dem übrigen „Ausland“, das zwar in einigen Fällen bis hin zur englischen Königin Elisabeth verbal intervenierte, aber aufgrund des Fehlens einer einheitlichen Linie auch keinen Einfluss ausüben konnte. Dies galt sogar für
- die Mitvormünder Johann Kasimirs, die ja formal weiter amtierten und allesamt lutherisch waren: Herzog Ludwig von Württemberg, Markgraf Georg Friedrich I. von Ansbach und Landgraf Ludwig IV. von Hessen-Marburg. Der Württemberger Herzog schlug sich ganz eindeutig auf die lutherische Seite, die beiden anderen verhielten sich zumindest neutral.
- Die übrigen Agnaten des Hauses Wittelsbach verhielten sich ebenfalls entweder neutral oder neigten der reformierten Heidelberger Fraktion zu.

### Interne Lösung
Die Lösung des Konflikts wurde durch zwei ganz andere Faktoren erreicht: Die ökonomisch prekäre Lage des Herzogs von Simmern und dessen hohes Alter und damit ab 1594 verbundener Krankheit. Letztendlich unterlag Reichard in den zwei Jahre währenden Auseinandersetzungen, weil er einerseits von den Zahlungen aus Heidelberg abhängig war, er zum andern 1594 schwer erkrankte – vermutlich hatte er einen Schlaganfall –, kaum mehr sprechen konnte und nur noch sehr begrenzt handlungsfähig war. So konnte er am Ende der Auseinandersetzung zwar erreichen, dass die Kurpfalz wieder einmal seine Schulden übernahm, andererseits wurden seine Ausgaben aber jetzt über den Heidelberger Hof gesteuert, er also praktisch entmündigt. Er hatte sich mit dem Administrationsstreit übernommen. Ergebnis war nicht die von ihm beabsichtigte Einführung des Luthertums in der Kurpfalz, sondern letztendlich die Einführung der reformierten Konfession auch im Herzogtum Simmern.